# آرامگاهای گروهی سیراف
آرامگاهای گروهی سیراف مربوط به سده‌های اولیه دوران‌های تاریخی پس از اسلام است و در شهرستان کنگان، بخش مرکزی، شهر بندر طاهری واقع شده و این اثر در تاریخ ۱۸ شهریور ۱۳۸۷ با شمارهٔ ثبت ۲۳۳۱۹ به‌عنوان یکی از آثار ملی ایران به ثبت رسیده است.